# Šerif Patković
Šerif Patković (Zenica, 5. listopada 1967.),  vojni zapovjednik Armije Bosne i Hercegovine i političar. 

## Životopis
Završio Vojnu akademiju JNA. Prije rata je službovao u vojarni JNA u Slunju. U ratu u BiH zapovjednik 7. muslimanske brigade iz 3. korpusa Armije BiH. Zapovijedao vojnom akcijom napada na hrvatsko selo Dusinu u Lašvanskoj dolini, u zeničkoj općini, nakon čijeg su zauzimanja vojnici počinili ratni zločin, na iznimno okrutan način pobivši 10 zarobljenika. Tijekom rata višekratno je iskušavao autoritet svojih nadređenih, okrivljujući ih za nepotrebne smrti svojih suboraca u operacijama na deblokadi Sarajeva iz prosinca 1992. i ljeta 1995. godine. Dobio je status ratnog vojnog invalida 100 posto, II. kategorija. Od 1996. do 1999. je izgledalo je da je u dvojbi između pristupanja SDA i Stranci za BiH. Izabrao je BPS Sefera Halilovića. Nakon što se smirio kao političar, dočekale su ga optužbe za ratni zločin. Na Haaškom tribunalu ime mu je prvi put spomenuto 11. studenoga 1998. godine, u svjedočenju Željke Rajić, koja je pod prisegom tvrdila da joj osobno ubio njenog supruga Zvonka i još devet ljudi. Tvrdila je da je "Šerif Patković zvani Geler došao u kuću u Dusini, u kojoj je bilo 30 zatvorenih Hrvata, te prozivao jedno po jedno ime, ubijao zatvorenike i potom se svaki put vraćao u kuću, pio konjak, jeo i prijateljski razgovarao sa zatvorenicima", dodavši da joj je osobno to priznao i prepoznala ga s novinske fotografije. Patković je pozvan kao svjedok sudskog vijeća u Haagu. Svjedočio je 10. lipnja 1999. i pod prisegom rekao "da je stigao u Dusinu poslije sukoba, kada je Zvonko Rajić već bio mrtav". Ista se optužba provlači kroz optužnice protiv Hadžihasanovića, Alagića i Amira Kubure. Zbog te je optužbe predsjednik BPS-a Sefer Halilović predsjedničkom direktivom zapovijedio Patkoviću odstupiti s mjesta županijskog ministra, što je Patković odbio tvrdeći da bi tako priznao zločin koji nije počinio. Patković je tad zamrznuo članstvo u BPS-u do unutarstranačkih izbora. Ni poslije nije držao se stranačke stege. 2001. godine postao je ministar za boračka pitanja Zeničko--dobojske županijske vlade kao zastupnik BPS-a. Poslije rata bio je predsjedavajući Koordinacije boračke organizacije Armije RBiH i savjetnik ministra branitelja Federacije BiH. 29. prosinca 2013. izabran je za novog predsjednika Upravnog odbora Saveza udruženja dobitnika najviših ratnih priznanja “Zlatni ljiljan“. Ožujka 2017. godine braniteljske udruga iz Domovinskog rata u BiH podnijele su kaznene prijave protiv oficira Armije BiH zbog brojnih zločina nad bh. Hrvatima, ali i za zločine na području Hrvatske u vrijeme dok su bili oficiri JNA. Kazneno je prijavljen i Šerif Patković.